# Jim O’Callaghan
Jim O’Callaghan (ur. 5 stycznia 1968 w Dublinie) – irlandzki polityk, prawnik i samorządowiec, deputowany, od 2025 minister.

## Życiorys
Z wykształcenia prawnik, absolwent University College Dublin. Ukończył również Sidney Sussex College w ramach University of Cambridge oraz King’s Inns. Podjął praktykę w zawodzie barristera. Zaangażował się w działalność polityczną w ramach Fianna Fáil. W 2009 został radnym miejskim w Dublinie. W wyborach w 2016 po raz pierwszy uzyskał mandat deputowanego do Dáil Éireann. Z powodzeniem ubiegał się o poselską reelekcję w 2020 i 2024.
W styczniu 2025 w utworzonym wówczas drugim rządzie Micheála Martina objął urząd ministra sprawiedliwości, spraw wewnętrznych i migracji.